# Schmidthamer

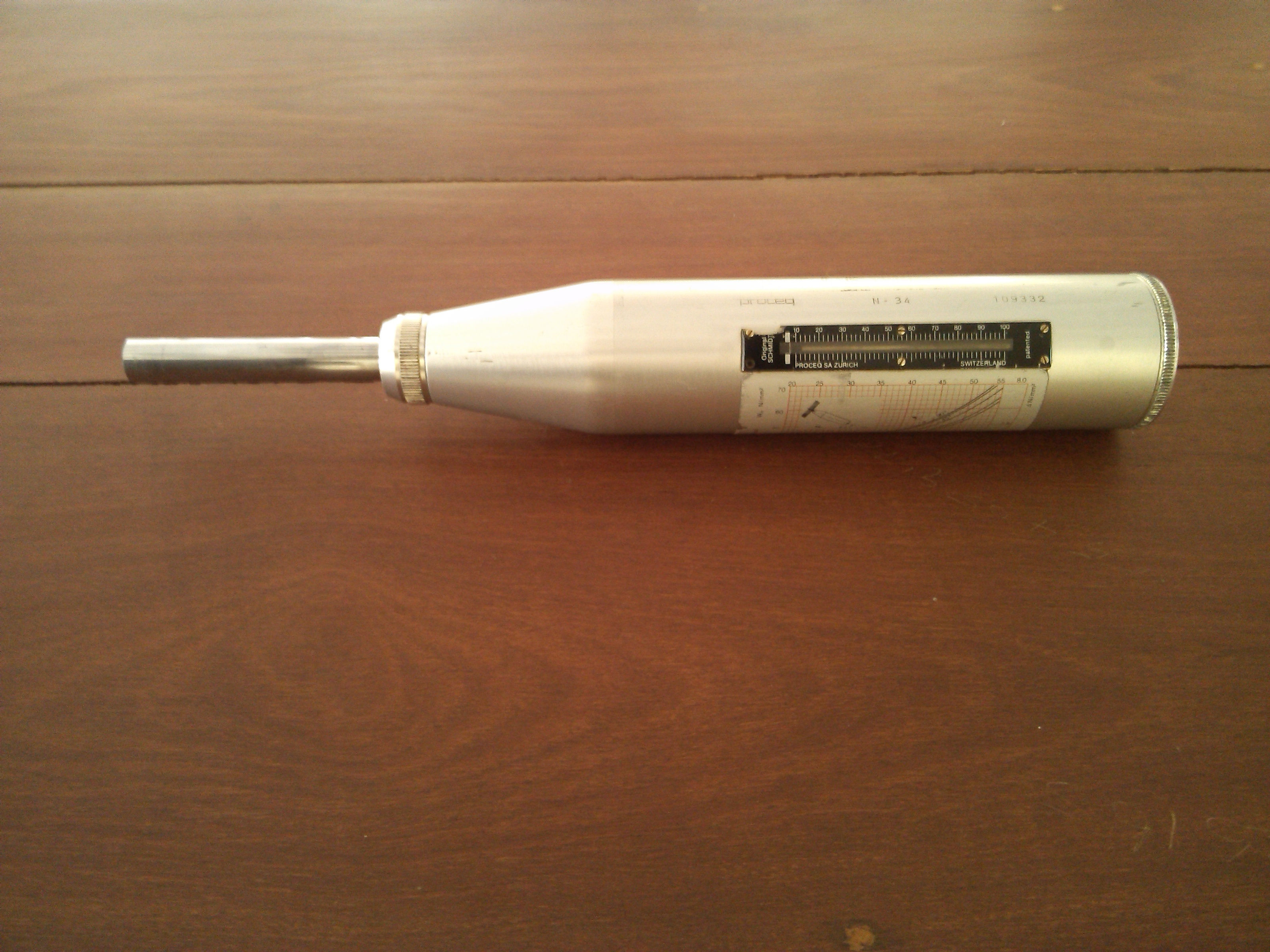
Schmidthamer

Een Schmidthamer, terugslaghamer of betonproefhamer is een handgereedschap dat gebruikt wordt om op niet-destructieve en eenvoudige wijze de vastheid van een materiaal te controleren. Het gereedschap bestaat uit een huls, waarin zich een veer met een lange slagpin bevinden, en een afleesmogelijkheid voor het meetresultaat.
In de bouwindustrie wordt de betonproefhamer gebruikt bij het controleren van verhard beton. Een andere toepassing is in de geologie, waar de hamer gebruikt kan worden om de relatieve hardheid van gesteente te bepalen.

## Meting
Bij het uitvoeren van een meting wordt de slagpin van de schmidthamer loodrecht (verticaal of horizontaal) op de te beproeven plek geplaatst. Hierna dient men handmatig langzaam druk aan te brengen op het gereedschap, waardoor de slagpin wordt ingedrukt. Als de slagpin bijna in de huls verdwijnt, veroorzaakt het gereedschap automatisch een slag op het materiaal. De mate van terugkaatsing is afhankelijk van de stand van het apparaat (verticaal omhoog of naar beneden, of horizontaal) en is middels een wijzerplaat en tabel af te lezen op het instrument, of bij sommige uitvoeringen op een digitale display. De waarde van het meetresultaat op een uitvoering met wijzerplaat wordt aangeduid met stoothardheid R. Het gereedschap is hierna weer eenvoudig bruikbaar voor het doen van een volgende meting. 
Voor een indicatie van de vastheid van beton zijn meerdere metingen nodig en het eindresultaat is niet zeer nauwkeurig. Met name voor een betrouwbare meting van de verharde betoneigenschappen bestaat onder meer een destructieve methode met de drukproef op een betonkubus.